# Jay Hilgenberg
Jay Walter Hilgenberg (* 21. März 1959 in Iowa City, Iowa) ist ein ehemaliger US-amerikanischer American-Football-Spieler auf der Position des Centers. Er spielte in der National Football League (NFL) für die Chicago Bears, die Cleveland Browns und die New Orleans Saints.

## Frühe Jahre
Hilgenberg ging in seiner Geburtsstadt Iowa City auf die Highschool. Später besuchte er die University of Iowa.

## NFL
Nachdem Hilgenberg im NFL-Draft 1981 nicht ausgewählt worden war, nahmen ihn die Chicago Bears in ihren Kader auf. Er spielte insgesamt elf Saisons für die Bears. Zwischen 1985 und 1991 wurde er sieben Mal hintereinander in den Pro Bowl gewählt. Zur Saison 1992 schloss er sich den Cleveland Browns an. Ein Jahr später spielte er noch eine Saison für die New Orleans Saints, ehe er seine Profikarriere beendete.

## Persönliches
Jay Hilgenbergs Vater Jerry Hilgenberg spielte auch als Center für die University of Iowa, sein Onkel Wally Hilgenberg war Linebacker in der NFL bei den Minnesota Vikings und den Detroit Lions. Sein Bruder Joel Hilgenberg spielte ebenfalls als Center für die New Orleans Saints.